# Junko Noda
Junko Noda (野田 順子 Noda Junko?) es una seiyū y cantante, nació el 29 de junio de 1971 en Osaka, Japón. Noda mantiene un contrato con Aoni Production y, además, es reconocida a nivel internacional por interpretar a una personaje del popular anime Love Hina.

## Roles interpretados
El orden de esta lista es personaje, serie

#### Pretty Cure
- Harry Hariham, HUGtto! PreCure
- Ovalo, Pretty Cure Max Heart La Película

#### Todos
- Tatsuki Arisawa, Shun'ō - Bleach
- Takano Mizuki - Boys Be... (2000)
- Milly - Hikari to Mizu no Dafune (2004)
- Eisuke Hondou - Detective Conan
- Tamako Harakawa - Dennō Coil
- Veemon - Digimon Adventure 02
- Veemon - Digimon Adventure: La última evolución Kizuna
- Veemon - Digimon Adventure 02: The Beginning
- Magnamon - Digital Monster X-Evolution
- Saichou - Flame of Recca
- Nanaho Kinjo - Gokujo Seitokai (2005)
- Miyabi Aizawa - Great Teacher Onizuka (1999)
- Joshua Langren - Gun X Sword
- Matsuri Kato - Gunparade March
- Momoko Hoshino - Major (2004)
- Reki - Haibane Renmei
- Maho Izawa - Kareshi kanojo no jijō (1998)
- Kensuke - Kinnikuman Nisei, la película (2002)
- Dio Elaclaire - Last Exile
- Konno 'Kitsune' Mitsune -  Love Hina (2000), Love Hina Again (2002)
- Kaori Iba - Maburaho
- Eva Wei (Molly) - Oban Star Racers
- Tashigi, Franky (Joven) - One Piece
- Madoi Iroaya & Iceman - Rockman.EXE
- Mokkun - Shounen Onmyouji
- Miyuki Rokujou - Strawberry Panic! (2006)
- Hinomoto Hikari - Tokimeki Memorial 2 (Videojuego)
- Zakuro Fujiwara, R-2000/Masha - Tokyo Mew Mew
- Mira Nygus - Soul Eater
- Mira Nygus - Soul Eater Not!
- Xing Cai - Dynasty Warriors V
- Lumine - Rockman X8
- Natsuko "Natchan" Aki - Re: Cutie Honey
- Nobuhiro "Non-chan" Kimura - Itazura na Kiss[1]
- Nagi Yoshino - Jujutsu Kaisen

## Datos personales
- Tipo de sangre: A
- Altura: 1.61 m
- Tamaño de calzado: 24.5 cm